# Interpretación judicial
La interpretación judicial es la actividad que llevan a cabo los jueces en el ejercicio de la actividad jurisdiccional que les está encomendada, consistente en determinar el sentido y alcance de las normas jurídicas y otros estándares de relevancia jurídica (como los principios) que deben aplicar al caso concreto que están conociendo y que deben resolver.
Cada vez que se habla de interpretación jurídica e interpretación de la ley, en lo que se piensa comúnmente es en la interpretación judicial. Sin embargo, una diferencia trascendental entre la interpretación legal (es decir, aquella realizada por el órgano legislativo) y la interpretación judicial es que la primera tiene obligatoriedad general, como quiera que se lleva a cabo mediante una ley, mientras que la segunda tiene obligatoriedad sólo respecto al caso de que se trate. Esta última idea está estrechamente ligada a la eficacia relativa de los fallos en favor de otros.